# 新子與千年魔法
《新子與千年魔法》，是改編自高樹信子自傳小説『マイマイ新子』的動畫電影。國際片名為「Mai Mai Miracle」。導演片淵須直，為文部科学省特選影片。

## 故事大綱
昭和30年山口縣防府市。在廣大的稻田下曾是一條千年前的街道。在那條街中住著一位額頭上長個翹毛而且個性開朗活潑喜歡作夢的女孩子‧新子。新子最喜歡爺爺說的故事，還夢想著千年前一位女孩的生活。一方面她所上的小學中、有一位從城市中搬過來的懦弱少女‧貴伊子、新子努力地和她成為好友並且就此展開一段關於兩人間的深刻友情的故事。

## 登場角色
- 青木新子：福田麻由子(日本)／雷碧文(台灣)

個性活潑的少女，頭上有一尾翹毛。喜歡聽爺爺說的故事，還愛夢想千年前的生活。
在遇到貴伊子轉學過來後，主動和她接近並且兩人成為好友。
- 島津貴伊子：水澤奈子(日本)／丘梅君(東森電影台、迪士尼頻道版本)、林美秀(MOMO親子台版本)(台灣)

因為父親的工作而從城市轉學過來的少女，一開始個性懦弱而受到同學們的作弄。
後來在新子的努力下和她成為好友，並且逐漸打開心房而和其他同學也成為好友。
- 千年前的少女・諾子：森迫永依(日本)／錢欣郁(東森電影台、迪士尼頻道版本)、蔣篤慧(MOMO親子台版本)(台灣)

由於父親成為周防守而來到周防的少女，因為寂寞的關係而想要找到一個玩伴。
後來與女僕成為好友，但被發現後而被禁止與她一起玩。
- 青木長子：本上まなみ(日本)／錢欣郁(東森電影台、迪士尼頻道版本)、龍顯蕙(MOMO親子台版本)((台灣)

新子的媽媽。
- 青木光子：松元環季／石采薇(東森電影台、迪士尼頻道版本)、蔣篤慧(MOMO親子台版本)((台灣)

新子的妹妹。
- 青木小太郎：野田圭一(日本)／黃天佑(東森電影台、迪士尼頻道版本)、吳文民(MOMO親子台版本)((台灣)

新子的爺爺。是個不茍言笑但卻很和藹的老人。喜歡說故事給新子聽
- 青木東介：竹本英史(日本)／李香生(東森電影台、迪士尼頻道版本)、黃天佑(MOMO親子台版本)((台灣)

新子之父。體型有點肥胖，是大學教授。
- 青木初江：世弥きくよ

新子的奶奶。
- 鈴木達吉：江上晶真／林士程(東森電影台、迪士尼頻道版本)、劉傑(MOMO親子台版本)(台灣)

新子的同學，一臉酷樣。由於父親自殺而被大家隔離。於是他和新子一起調查勾引他父親的女人並且在得到答案後，發誓要成為了不起的大人，還對新子展現難得的笑容。
- 阿茂：中嶋和也

新子的同學。
- 阿仁：川上聰生

新子的同學。
- 阿滿：西原信裕

新子的同學。
- 一平：富澤風斗(日本)／雷碧文(台灣)

新子的同學。
- 達吉之父：瀨戶口郁／林士程(台灣)

警官，是個面惡心善之人，且似乎擅於劍道。
由於沉迷賭博欠下賭債，而在警局上吊自殺。
- 加州酒吧之女：喜多村靜枝(日本)／錢欣郁(台灣)

勾引達吉的父親，讓他因此沉迷賭博，但在聽到他父親自殺後，而相當悔恨。
- 老大：關貴昭(日本)／黃天佑(台灣)
- 四郎：海鋒拓也(日本)／李香生(台灣)
- 日鶴老師：脇田美代（山口放送）(日本)／錢欣郁(台灣)

學校的保健老師，相當漂亮。似乎有很多心事，後來告訴新子要離開學校前往東京結婚。
- 庶務課的藤原：阿川雅夫（防府市役所）(日本)／李香生(台灣)

接待島津一家的事務員。
- 千古：奥田風花

清少納言家的女僕，家徒四壁。原本不茍言笑，但在清少納言的接納下而展現笑容並且成為她的好友。
- 多多良權周防介：小山剛志
- 清原元輔：塚田正昭

清少納言之父，原本是和歌詩人，後來成為周防守。
谷山紀章、千葉翔也、二輪明宏、徳本恭敏、久賀健治、巻島康一、久野道子、本城雄太郎、荻原真治、清水美里、鵜澤正太郎、宇山玲加、万代千紗、Jenya、Josh Keller、片淵秋、川上そよ香、永沼幸仁
2008年8月24日、由周南市的KRY山口播放公司舉行声優選秀會、並且從當地的376名孩子中選出上聰生（10歲）、奧田風花（13歲）。

## 工作人員
- 原作：高樹信子（「マイマイ新子」マガジンハウス・新潮文庫刊）
- 導演・劇本：片淵須直
- 角色設定・總作画監督：辻繁人
- 演出：香月邦夫、室井富美江
- 画面構成・作画監督：浦谷千恵、尾崎和孝
- 原画：柳沼和良、山口明子、才田俊次
- 美術監督：上原伸一
- 美術：野崎佳津
- 色彩設計：橋本賢
- 攝影監督：増元由紀大
- CG導演：矢山健太郎
- 編輯：木村佳史子
- 音樂：村井秀清、Minako "mooki" Obata[2]
- 主題曲：「孩子的世界」三吉里繪子（commmons）
- 插曲：「Sing」Joe Raposo
- 後援：山口縣／防府市／山口縣教育委員会
- 協力：山口縣
- 支援：文化廳
- 動畫製作：MADHOUSE
- 宣傳：Right Stuff&Booster Project
- 製作：「マイマイ新子」製作委員会（Avex Entertainment、松竹、MADHOUSE、山口放送）
- 發行：松竹

## 註腳
1. ↑  .   [2010-10-29]. （原始内容存档于2016-03-03）.
2. ↑  [永久]、 （页面存档备份，存于）

## 外部連結
- 中文官方網站 （页面存档备份，存于）
- 日文官方網站 （页面存档备份，存于）
- WEB動畫造型【artwork】『新子與千年魔法』 （页面存档备份，存于）（公開本作的美術設定）
- 導演片渕的新子的製作 （页面存档备份，存于）（片渕自己的製作過程・部落格）
- 『新子與千年魔法』官網 （页面存档备份，存于）（有預告片）
- 張開心之翼 電影『新子與千年魔法』 片渕須直
- 文部科学省特別選定 （页面存档备份，存于）